# Arnoldo Rèche
Arnoldo Rèche, F.S.C. (en francés: Arnould ; nacido Jules-Nicolas Rèche; Landroff, 2 de septiembre de 1838-Reims, 23 de octubre de 1890), fue un religioso católico francés, de los Hermanos de La Salle, venerado como beato en la Iglesia católica, cuya fiesta celebra el 23 de octubre.

## Biografía
Jules-Nicolas Rèche nació en el seno de una familia pobre de Landroff, en Lorraine (Francia), por lo que tuvo que abandonar la escuela y dedicarse a trabajar en la construcción. Conoció a los Hermanos de las Escuelas Cristianas, con quienes tomó clases nocturnas para sacar sus estudios primarios. Al terminar los estudios ingresó a la congregación, donde tomó el nombre de Arnoldo, especializándose en estudios de teología, matemáticas y ciencias, que luego enseñará en la escuela nocturna de Reims. Por su rendimiento en la enseñanza, fue elegido maestro de novicios en Thillois, trasladado luego a Reims en 1885. Allí murió el 23 de octubre de 1890.

## Culto
Arnoldo fue considerado santo por quienes le conocieron y su fama se extendió por Reims y los lugares donde vivió. La congregación inició el proceso en pro de su beatificación. El papa Juan Pablo II lo beatificó el 1 de noviembre de 1987 en Roma. El Martirologio romano recoge su memoria el 23 de octubre. Sus reliquias se veneran en la iglesia del Centro Fratel Arnold de Reimns.